# Dreissena siouffi
Dreissena siouffi is een tweekleppigensoort uit de familie van de Dreissenidae. De wetenschappelijke naam van de soort is voor het eerst geldig gepubliceerd in 1893 door Locard.